# Wieruszów (gmina 1870–1919)
Wieruszów – dawna gmina wiejska istniejąca na przełomie XIX i XX wieku w guberni kaliskiej. Siedzibą władz gminy była osada miejska Wieruszów.
Gmina Wieruszów powstała za Królestwa Polskiego – 31 maja 1870 w powiecie wieluńskim w guberni kaliskiej w związku z utratą praw miejskich przez miasto Wieruszów i przekształceniu jego w wiejską gminę Wieruszów w granicach dotychczasowego miasta.
Jako gmina wiejska jednostka przestała funkcjonować z dniem 7 lutego 1919 w związku z przywróceniem Wieruszowowi praw miejskich i przekształceniem jednostki w gminę miejską.